# São José dos Ramos
São José dos Ramos är en kommun i Brasilien.   Den ligger i delstaten Paraíba, i den östra delen av landet, 1 700 km nordost om huvudstaden Brasília. Antalet invånare är 5 508.
Omgivningarna runt São José dos Ramos är en mosaik av jordbruksmark och naturlig växtlighet. Runt São José dos Ramos är det ganska glesbefolkat, med 50 invånare per kvadratkilometer.